# Leopold Henzl
Leopold Rudolf Henzl (* 18. Oktober 1910 in Wien; † 3. Mai 1969 ebenda) war ein österreichischer Fußballspieler, der während der Zeit des Wunderteams im Nationalteam zum Einsatz kam.

## Vereinskarriere
Henzl begann mit dem Fußball bei der unterklassigen Slavia Wien, von wo er zum größeren Tschechenverein SK Slovan Wien wechselte. Dort gab er Anfang 1929 sein Debüt in der höchsten Spielklasse, musste jedoch am Ende der Saison mit den Favoritnern absteigen. Die Grün-Weißen konnten aber den sofortigen Wiederaufstieg bewerkstelligen und der Rechtsaußen Henzl gehörte in den beiden folgenden Saisonen zusammen mit Rudolf Vytlačil zur Stammaufstellung in der I. Liga. Nachdem 1931 noch eine Ligaaufstockung Slovan vor dem Abstieg bewahrte, bedeutete ein weiterer letzter Tabellenplatz in der folgenden Spielzeit die Rückkehr in die Zweitklassigkeit.
Henzl verließ nach dem Abstieg die Favoritner und wechselte in die Tschechoslowakei zum SK Prostějov. Dort spielte er bis 1938 und konnte in dieser Zeit zwei dritte Plätze in der Meisterschaft erreichen, die jeweils auch zur Teilnahme am Mitropacup berechtigten. 1936 konnte mit einem Gesamtscore von 6:3 der SK Admira Wien ausgeschaltet werden, ehe im Viertelfinale gegen den Újpest FC das Aus kam, im folgenden Bewerb scheiterte man im Achtelfinale am Grasshopper Club Zürich.
1938 kehrte er nach Wien zurück und spielte für Viktoria Währing.

## Nationalmannschaft
Im Juni 1931 wurde Henzl bei einem Repräsentativspiel des österreichischen Nationalteams gegen die Schweiz eingesetzt, welches mit 2:0 endete. Obwohl er beide Tore vorbereitete und einen Stangenschuss verzeichnen konnte, blieb dies sein einziger Einsatz in einem Auswahlspiel. Das Spiel wurde vom ÖFB in den 1970er Jahren zu einem offiziellen Länderspiel erklärt und dadurch scheint Henzl in den heutigen Statistiken als Nationalspieler der Wunderteamära auf.

## Erfolge
- 1× österreichischer Zweitligameister: 1930